# 北房ジャンクション
北房ジャンクション（ほくぼうジャンクション）は、岡山県真庭市山田にあるジャンクションである。

## 接続する道路
- E2A 中国自動車道（17番）
- E73 岡山自動車道（17番）

## 隣
E2A 中国自動車道
(16) 落合IC/BS - 真庭PA - (17) 北房JCT - (18) 北房IC
E73 岡山自動車道
(3) 有漢IC/BS - 北房水田BS - (17) 北房JCT